# Jakub Lipski
Pour les articles homonymes, voir Lipski.

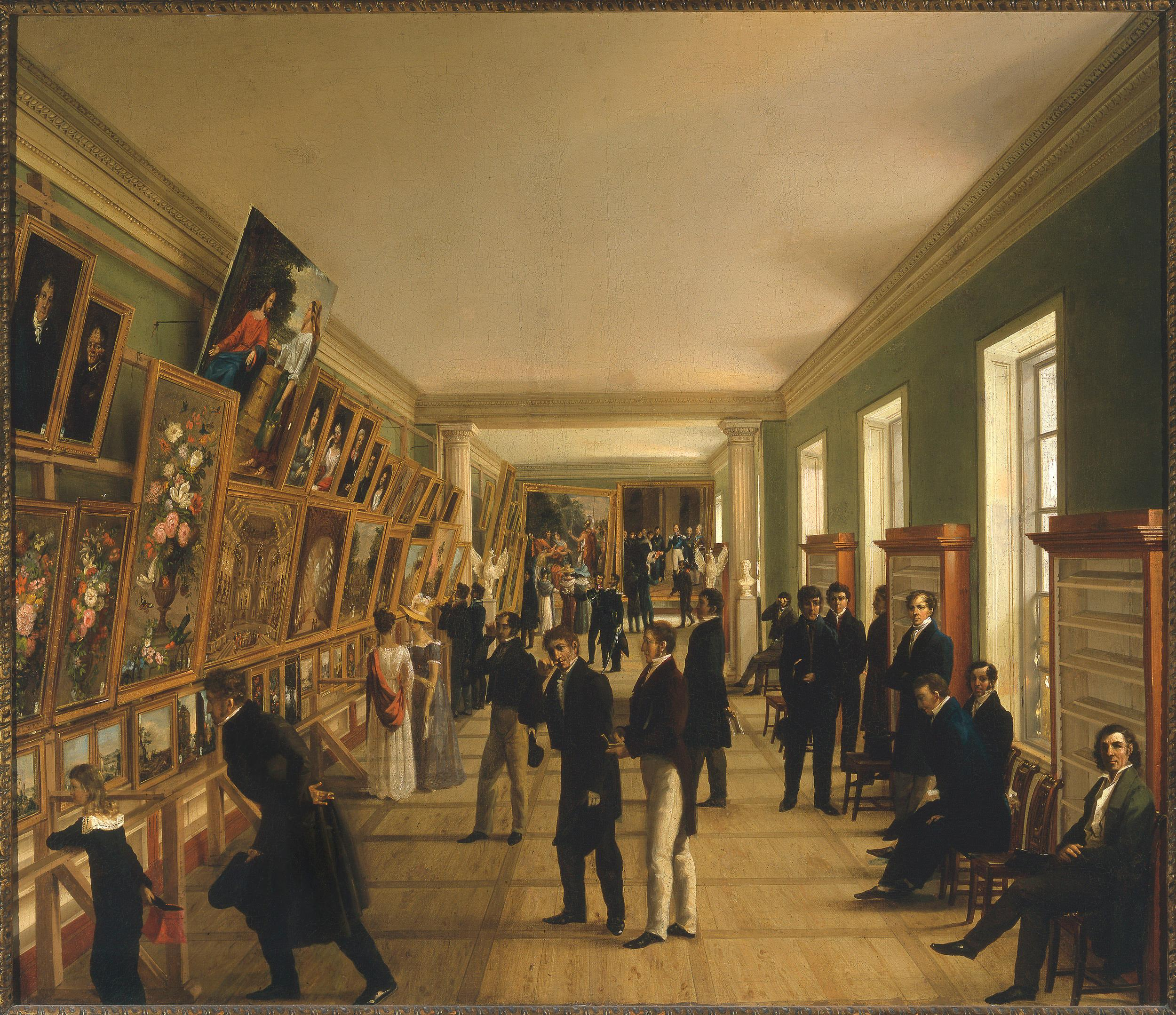
Obraz Wincentego Kasprzyckiego Wystawa sztuk pięknych w Warszawie w 1828 roku, po lewej stronie na górze uwidoczniony obraz Lipskiego „Chrystus i Samarytanka”

Jakub Lipski, né en 1787 et mort en 1854, est un peintre polonais, créateur d'œuvres et de portraits essentiellement religieux.

## Biographie
Il est l'un des plus jeunes élèves de Marcello Bacciarelli. Son tableau Le buste du vieil homme, à l'origine dans la collection du musée Mielżyński, se trouve maintenant au Musée national à Poznań.
Il est le père de Władysław Lipski.